# 倫敦德里島

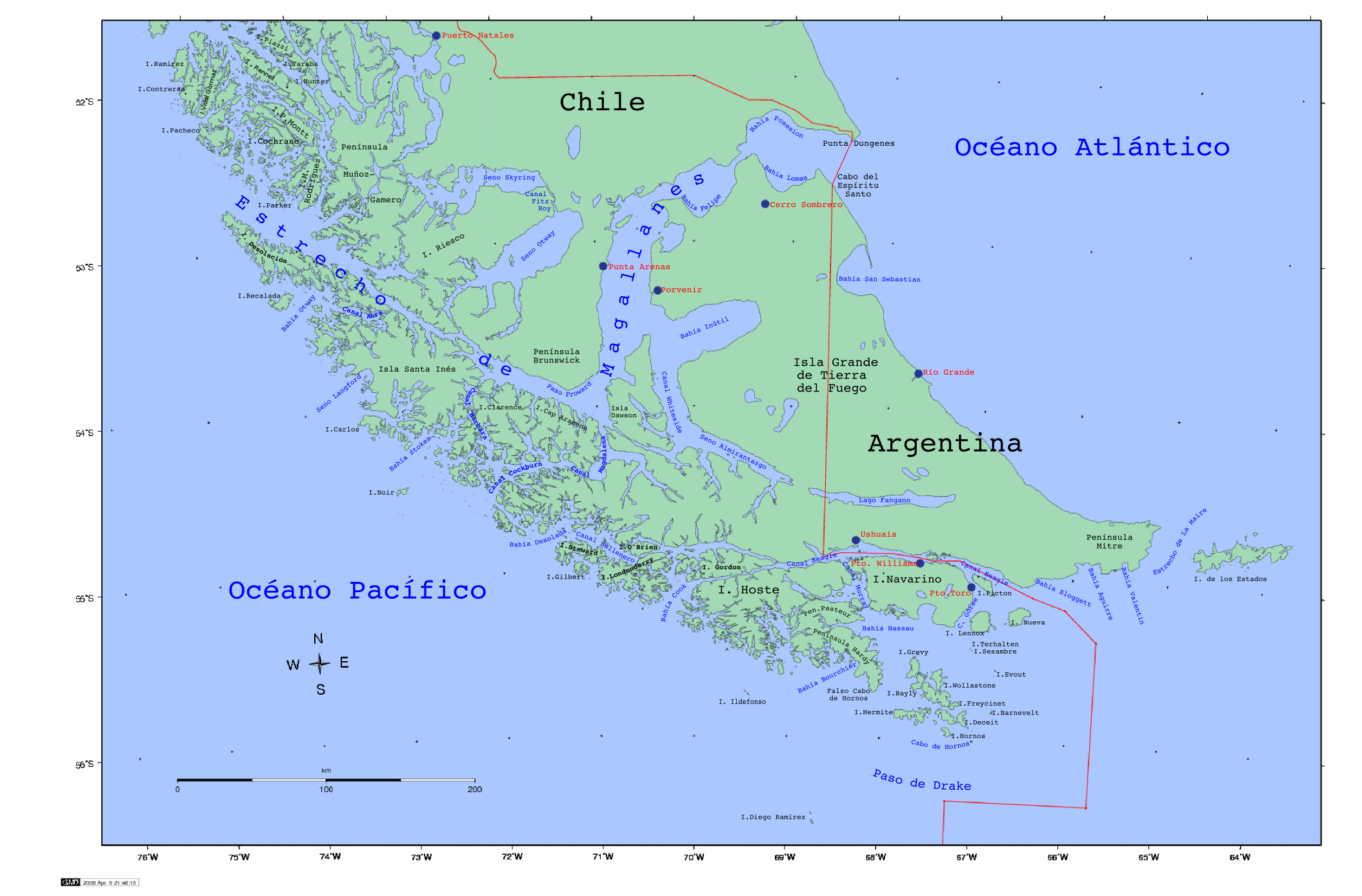
倫敦德里島位置

倫敦德里島（Isla Londonderry）是智利的島嶼，位於比格爾海峽的西端，屬於火地群島的一部分，由麥哲倫-智利南極大區負責管轄，面積643平方公里，島上最高點1,548米。
55°2′S 70°50′W / 55.033°S 70.833°W